# Claude Fayette Bragdon
Claude Fayette Bragdon (1 de agosto de 1866 - 1946) fue un arquitecto, escritor y escenógrafo estadounidense que vivió en Rochester, Nueva York, hasta la Primera Guerra Mundial, y luego, en la ciudad de Nueva York.

## Arquitectura

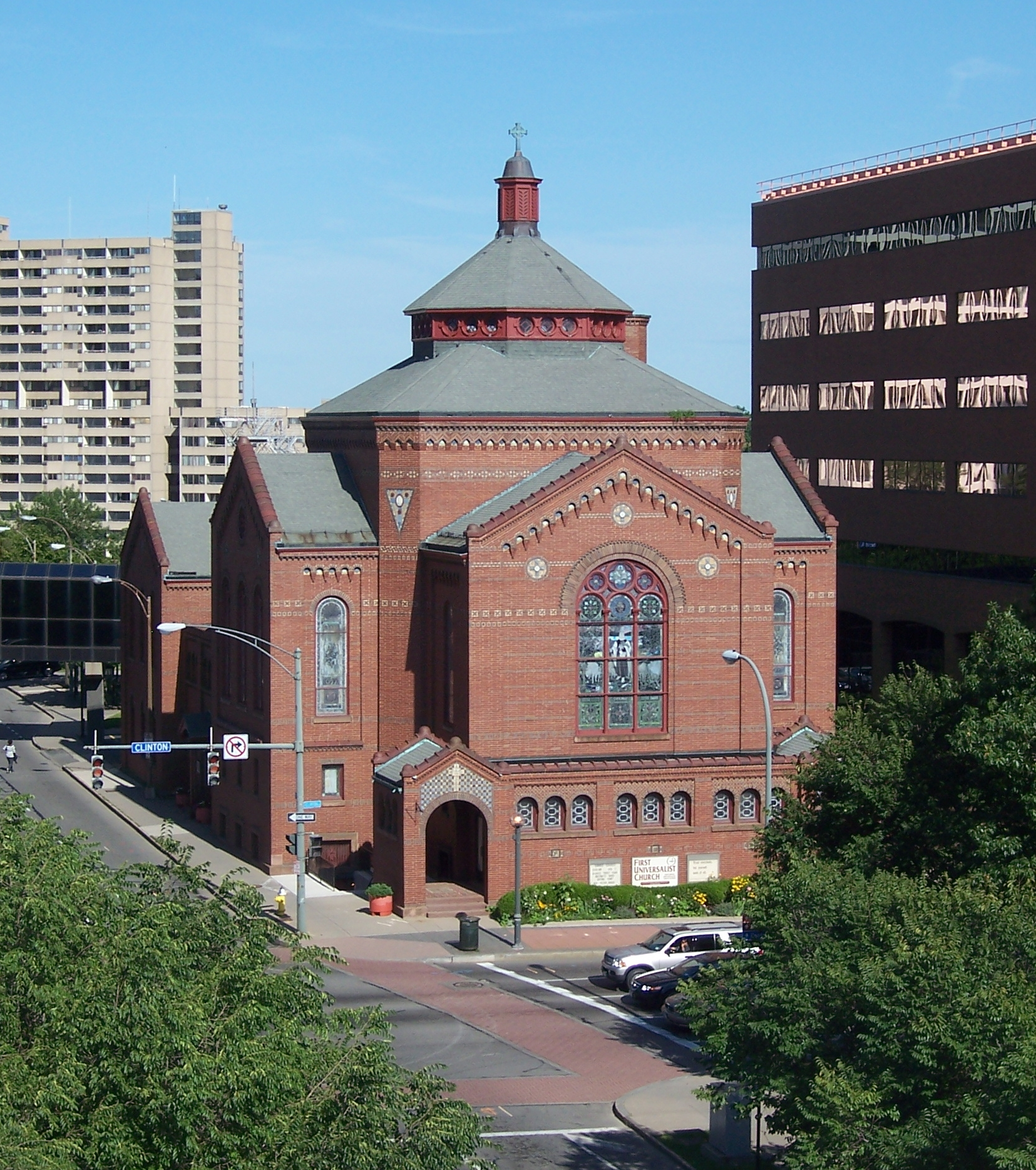
La Primera Iglesia Universalista en Rochester.

Bragdon, diseñador de la terminal del Ferrocarril Central de Nueva York (1909-13) y de la Cámara de Comercio (1915-17), así como de muchos otros edificios públicos y residencias privadas, disfrutó de reputación nacional como arquitecto que trabajaba en la tradición progresista asociada con Louis Sullivan y Frank Lloyd Wright. Junto con miembros de la Prairie School y otros movimientos regionales, estos arquitectos desarrollaron nuevos enfoques para la planificación, el diseño y la ornamentación de edificios que abrazaban técnicas y tipos de construcción industriales al tiempo que reafirmaban las tradiciones democráticas amenazadas por el surgimiento de la sociedad urbana de masas. En numerosos ensayos y libros, Bragdon argumentó que sólo una “arquitectura orgánica” basada en la naturaleza podría fomentar una comunidad democrática en una sociedad capitalista industrial.: 8 

## Obra
- Mathematical Abstractions
- More Lives Than One
- Projective Ornament (en el volumen De Planilandia a la cuarta dimensión, el ensayo La ornamentación proyectiva, Ediciones Atalanta, 2023)[2][3][4][5][6][7]
- The Beautiful Necessity
- The Frozen Fountain (La fuente helada, Ediciones Atalanta, 2024)[8][9][10][11]
- Architecture and Democracy

## Edición en castellano
- Claude Bragdon (2024). La fuente helada. Arquitectura y arte del diseño en el espacio. Traducción Carlos Jiménez Arribas, cartoné, 132 páginas, 98 imágenes en blanco y negro, formato 20.8 x 27 cms., colección Imaginatio vera 162. Vilaür: Ediciones Atalanta. ISBN 978-84-12-60148-0.
- Edwin A. Abbott, Charles H. Hinton, Claude Bragdon (2023). De planilandia a la cuarta dimensión. Edición Jacobo Siruela. Cartoné, 376 páginas, 150 imágenes en blanco y negro, colección Imaginatio vera 160. Vilaür: Ediciones Atalanta. ISBN 978-84-126014-5-9.